# Mistrovství světa ve volejbale žen 1986
Mistrovství světa ve volejbale žen 1986 bylo v pořadí 10. mistrovství světa ve volejbale žen, které organizuje Mezinárodní volejbalová federace (FIVB). Konalo se od 2. září do 13. září 1986 v šesti československých městech Brno, Olomouc, Ostrava, Plzeň, Praha a Žilina, za účasti 16 týmů. Počet účastníků se oproti minulým turnajům snížil o 8 týmů. Svůj druhý titul získala Čína, která titul obhájila po vítězství nad Kubou. Nejproduktivnější hráčka byla Libertad Gonzálezová z Kuby a nejužitečnější hráčka byla Jang Si-lan z Číny.

## Kvalifikace
| Kvalifikace                   | Počet kvalifikovaných | Kvalifikované týmy                           |
| ----------------------------- | --------------------- | -------------------------------------------- |
| Hostitel                      | 1                     | Československo                               |
| Přímý postup z MS 1982        | 7                     | Čína Peru USA Japonsko Kuba SSSR Jižní Korea |
| Mistrovství Afriky 1983       | 1                     | Tunisko                                      |
| Asijská kvalifikace 1986      | 1                     | Severní Korea                                |
| Mistrovství Evropy 1985       | 1                     | Východní Německo                             |
| Mistrovství Již. Ameriky 1985 | 1                     | Brazílie                                     |
| Mistrovství NORCECA 1985      | 1                     | Kanada                                       |
| MS B kategorie 1986           | 3                     | Západní Německo Itálie Bulharsko             |

## Konečné poradí
| #   | Tým              |                      |
| --- | ---------------- | -------------------- |
|     | Čína             | postup na LOH 1988   |
|     | Kuba             | postup na LOH 1988   |
|     | Peru             |                      |
| 4.  | Východní Německo |                      |
| 5.  | Brazílie         |                      |
| 6.  | SSSR             |                      |
| 7.  | Japonsko         |                      |
| 8.  | Jižní Korea      | organizátor LOH 1988 |
| 9.  | Itálie           |                      |
| 10. | USA              |                      |
| 11. | Československo   |                      |
| 12. | Bulharsko        |                      |
| 13. | Západní Německo  |                      |
| 14. | Severní Korea    |                      |
| 15. | Kanada           |                      |
| 16. | Tunisko          |                      |

Pozn: Kuba se později olympijské účasti vzdala.